# Eugeniusz Wyrwiński
Eugeniusz Wyrwiński, ps. „Kogut” (ur. 10 czerwca 1895 w Sokołowie Małopolskim, zm. 22 grudnia 1966 w Caracas) – pułkownik piechoty Wojska Polskiego, działacz niepodległościowy, kawaler Orderu Virtuti Militari.

## Życiorys
Urodził się 10 czerwca 1895 w rodzinie Stanisława i Albertyny z Volkmanów . Był młodszym bratem Wilhelma (1882–1918), majora Wojska Polskiego. Ukończył szkołę realną w Krakowie.
Od 1 czerwca 1913 roku był członkiem Związku Strzeleckiego. 6 sierpnia 1914 roku wstąpił do I Brygady Legionów Polskich i został komendantem IV plutonu 1 kompanii V batalionu . 9 października 1914 roku w Jakubowicach został mianowany przez Józefa Piłsudskiego podporucznikiem. 2 lipca 1915 roku został mianowany przez austriackie władze wojskowe chorążym, a 1 kwietnia 1916 roku – podporucznikiem. Po kryzysie przysięgowym został wcielony do wojska austriackiego i wysłany na front włoski. 31 sierpnia 1918 roku został zwolniony z c. i k. armii z powodu stwierdzonego inwalidztwa. Po przybyciu do Krakowa wstąpił do Polskiej Organizacji Wojskowej. 15 września, zagrożony aresztowaniem przez austriacką policję, wyjechał do Lwowa, a następnie do Kijowa .
26 października 1918 roku wrócił do Krakowa, w listopadzie został przyjęty do 5 pułku piechoty Legionów . Od 5 lipca do 4 sierpnia 1920 roku pełnił obowiązki dowódcy 5 pułku piechoty Legionów. 3 maja 1922 roku został zweryfikowany w stopniu kapitana ze starszeństwem z dniem 1 czerwca 1919 roku i 302. lokatą w korpusie oficerów piechoty, a jego oddziałem macierzystym był 30 pułk piechoty. 10 lipca 1922 roku został zatwierdzony na stanowisku pełniącego obowiązki zastępcy dowódcy 30 pułku piechoty w Warszawie. 9 kwietnia 1924 roku został przeniesiony na stanowisko pełniącego obowiązki zastępcy dowódcy 71 pułku piechoty w Ostrowi Mazowieckiej. 22 maja 1925 roku został przeniesiony do 63 pułku piechoty w Toruniu na stanowisko dowódcy III batalionu. 12 kwietnia 1927 roku został mianowany podpułkownikiem ze starszeństwem z dniem 1 stycznia 1927 roku i 14. lokatą w korpusie oficerów piechoty. 5 maja 1927 roku został przeniesiony z 16 pułku piechoty w Tarnowie do Batalionu Manewrowego w Rembertowie na stanowisko dowódcy. Z dniem 15 lipca 1930 roku powierzono mu pełnienie obowiązków dowódcy 1 pułku czołgów w Poznaniu. W marcu 1931 roku został zatwierdzony na stanowisku dowódcy pułku. Z dniem 1 lipca 1931 roku objął stanowisko dowódcy 1 pułku pancernego, a w 1933 roku, w tym samym garnizonie, dowódcy 1 batalionu czołgów i samochodów pancernych. W grudniu 1934 roku wyznaczony został na stanowisko dowódcy 3 batalion pancernego w Warszawie. We wrześniu 1935 roku obowiązki dowódcy batalionu przekazał ppłk. dypl. Karolowi Hodale. Od listopada 1935 roku do stycznia 1937 roku dowodził 48 pułkiem piechoty Strzelców Kresowych w Stanisławowie. Na stopień pułkownika został mianowany ze starszeństwem z dniem 19 marca 1937 roku i 2. lokatą w korpusie oficerów piechoty. W tym samym roku został wyznaczony na stanowisko drugiego zastępcy dowódcy Broni Pancernych Ministerstwa Spraw Wojskowych. Od 1 marca 1937 roku do 3 kwietnia 1938 roku obowiązki służbowe łączył z funkcją prezesa Wojskowego Klubu Sportowego „Legia” Warszawa.
14 grudnia 1940 roku pomógł marszałkowi Edwardowi Rydzowi-Śmigłemu w ucieczce z internowania w Dragoslavele, w Rumunii.
Od 14 lutego 1927 roku był mężem Zofii Zamecznik.
Zmarł na emigracji 22 grudnia 1966 roku w Caracas, w Wenezueli.

## Ordery i odznaczenia
- Krzyż Srebrny Orderu Wojskowego Virtuti Militari nr 7108 – 17 maja 1922[18][3]
- Krzyż Niepodległości – 20 stycznia 1931[19][3]
- Krzyż Oficerski Orderu Odrodzenia Polski[16]
- Krzyż Walecznych czterokrotnie[16][20]
- Złoty Krzyż Zasługi – 19 marca 1935[21][22]
- Medal Pamiątkowy za Wojnę 1918–1921[16][3]
- Medal Dziesięciolecia Odzyskanej Niepodległości[16][3]
- Srebrny Medal za Długoletnią Służbę[16]
- Brązowy Medal za Długoletnią Służbę[16]
- Medal Pamiątkowy 1918–1928 (Łotwa)[23][3]
- Medal Zwycięstwa („Médaille Interalliée”)[16][3]